# Kubok SSSR 1950
La Kubok SSSR 1950 fu l'11ª edizione del trofeo. Vide la vittoria finale della Spartak Mosca, al suo quinto titolo.

## Formula
Come nella precedente edizione furono ammesse a partecipare alla competizione non solo le 33 partecipanti alle due serie del campionato (Klass A e Klass B), ma anche le 18 formazioni vincitrici delle varie coppe delle repubbliche costituenti l'Unione Sovietica (sedici repubbliche più le città di Leningrado e di Mosca) e le 18 finaliste perdenti:
- Dinamo Tallinn e KBF Tallinn (RSS Estone);
- Dinamo Petrozavodsk e DO Petrozavodsk (RSS Carelo-Finlandese);
- Elnias Šiauliai ed Inkaras Kaunas (RSS Lituana);
- Sarkanais Metalurgs e DO Riga (RSS Lettone);
- DO Minsk e Torpedo Minsk (RSS Bielorussa);
- Metalurh Zaporižžja e Spartak Uzhorod (RSS Ucraina);
- Burevestnik Bender e Тrud Chisinau (RSS Moldava);
- DO Tbilisi e Makharadze (RSS Georgiana).
- Krasnoye Znamya Leninakan (RSS Armena);
- Trudovye rezervy Baku e Dinamo Stepanakert (RSS Azera);
- Dinamo Džambul e Cvetnye metally Balchaš (RSS Kazaka);
- Zavod mašinostroenija Tashkent e Dinamo Tashkent (RSS Uzbeka);
- Burevestnik Frunze e Piščevik Čujskaja oblast' (RSS Kirghiza);
- DO Ashkhabad e Trudovye Rezervy Čardžou (RSS Turkmena);
- CDKA-2 Mosca (città di Mosca);
- Dinamo-2 Leningrado (città di Leningrado);
- Dinamo Stalinabad e Krasnaja Armija Stalinabad (RSS Tagika);
- DO Sverdlovsk, Traktor Taganrog, DO Novosibirsk e Zavod Mašinostroenija Тambov (RSSF Russa);

Erano previsti sette turni, tutti con gare di sola andata e tempi supplementari, ma non rigori: in caso di parità si ricorreva al replay, disputato il giorno seguente sul medesimo terreno di gioco.

## Turno preliminare
Le gare furono disputate tra il 23 settembre e il 4 ottobre 1950.
| Squadra 1           | Risultato | Squadra 2              |
| ------------------- | --------- | ---------------------- |
| Dinamo Petrozavodsk | 0 – 5     | Burevestnik Kishinev   |
| Dinamo Stepanakert  | 0 – 2     | Piščevik Odessa        |
| Traktor Taganrog    | 2 – 1     | Spartak Tbilisi        |
| Makharadze          | 0 – 3     | Dinamo Erevan          |
| Burevestnik Frunze  | 1 – 6     | Krasnoe Znamja Ivanovo |

## Primo turno
Le gare furono disputate tra il settembre e l'11 ottobre 1950.
| Squadra 1                        | Risultato | Squadra 2                 |
| -------------------------------- | --------- | ------------------------- |
| Trudovye Rezervy Čardžou         | [ 2 ]     | Bol'ševik Stalinabad      |
| Spartak Užhorod                  | 0 – 1     | Torpedo Stalingrado       |
| Metalurh Zaporižžja              | 5 – 0     | Lokomotiv Petrozavodsk    |
| Dinamo-2 Leningrado              | 1 – 7     | VMS Mosca                 |
| DO Novosibirsk                   | 5 – 0     | Spartak Aşgabat           |
| Burevestnik Bender               | 1 – 7     | Dinamo Minsk              |
| Dinamo Džambul                   | 1 – 2     | Neftyanik Baku            |
| Trudovye Rezervy Frunze          | 17 – 0    | Piščevik Čujskaja oblast' |
| Inkaras Kaunas                   | 1 – 3     | Dinamo Kiev               |
| Krasnoe Znamja Ivanovo           | 1 – 2     | Dinamo Erevan             |
| Zavod Mashinostroyeniya Tashkent | 0 – 4     | Traktor Taganrog          |
| Piščevik Odessa                  | 0 – 2     | Burevestnik Kishinev      |

## Secondo turno
Le gare furono disputate tra l'8 settembre e il 19 ottobre 1950.
| Squadra 1                    | Risultato   | Squadra 2                |
| ---------------------------- | ----------- | ------------------------ |
| Krasnaja Armija Stalinabad   | 0 – 1       | Torpedo Gor'kij          |
| Dinamo Minsk                 | [ 4 ]       | Cvetnye metally Balchaš  |
| DO Petrozavodsk              | 1 – 2       | Kalev Tallinn            |
| Krasnoye Znamya Leninakan    | 0 – 3       | Lokomotiv Mosca          |
| Zavod Mašinostroenija Тambov | 1 – 7       | Lokomotiv Charkiv        |
| Kirovakan                    | 0 – 1       | Dzeržinec Čeljabinsk     |
| DO Tbilisi                   | 5 – 3 (dts) | CDKA-2 Mosca             |
| DO Sverdlovsk                | 5 – 1       | Spartak Vilnius          |
| Тrud Chisinau                | 0 – 10      | Šachtyor Stalino         |
| Torpedo Minsk                | 2 – 3       | Daugava Rīga             |
| Sarkanais Metalurgs          | 0 – 3       | Torpedo Mosca            |
| DO Riga                      | 1 – 2 (dts) | Dinamo Tbilisi           |
| DO Ashgabat                  | 1 – 5       | Kryl'ja Sovetov Kujbyšev |
| Dünamo Tallinn               | 5 – 3       | Dinamo Alma-Ata          |
| Elnias Šiauliai              | 2 – 3       | DO Tashkent              |
| DO Minsk                     | 10 – 1      | Trudovye Rezervy Čardžou |
| Dinamo Tashkent              | 0 – 8       | VVS Mosca                |
| Metalurh Zaporižžja          | 2 – 3       | Torpedo Stalingrado      |
| VMS Mosca                    | 3 – 1       | Neftyanik Baku           |
| DO Novosibirsk               | 4 – 1       | Trudovye Rezervy Frunze  |
| KBF Tallinn                  | 2 – 4       | Dinamo Kiev              |
| Dinamo Erevan                | 5 – 2 (dts) | Traktor Taganrog         |
| Dinamo Stalinabad            | 0 – 4       | Burevestnik Kishinev     |
| Trudovye Rezervy Baku        | 1 – 4       | Dinamo Leningrado        |

## Terzo turno
Le gare furono disputate tra l'8 e il 22 ottobre 1950.
| Squadra 1                | Risultato | Squadra 2            |
| ------------------------ | --------- | -------------------- |
| Daugava Rīga             | 0 – 1     | Lokomotiv Mosca      |
| Šachtyor Stalino         | 2 – 1     | Torpedo Gor'kij      |
| Kryl'ja Sovetov Kujbyšev | 1 – 0     | DO Tbilisi           |
| Dzeržinec Čeljabinsk     | 0 – 2     | VVS Mosca            |
| Dinamo Tbilisi           | 3 – 1     | Torpedo Mosca        |
| DO Sverdlovsk            | 1 – 0     | Dinamo Leningrado    |
| Lokomotiv Charkiv        | 0 – 2     | DO Tashkent          |
| Kalev Tallinn            | 3 – 0     | Dünamo Tallinn       |
| Torpedo Stalingrado      | 3 – 1     | DO Minsk             |
| Dinamo Kiev              | 2 – 3     | Dinamo Erevan        |
| Dinamo Minsk             | 2 – 1     | DO Novosibirsk       |
| VMS Mosca                | 2 – 3     | Burevestnik Kishinev |

## Ottavi di finale
Le gare furono disputate tra il 14 e il 25 ottobre 1950.
| Squadra 1                | Risultato   | Squadra 2            |
| ------------------------ | ----------- | -------------------- |
| Lokomotiv Mosca          | 3 – 1       | Šachtyor Stalino     |
| VVS Mosca                | 2 – 1       | Dinamo Tbilisi       |
| Kalev Tallinn            | 2 – 1       | DO Sverdlovsk        |
| CDKA Mosca               | 2 – 1       | Torpedo Stalingrado  |
| Zenit Leningrado         | 3 – 1 (dts) | Dinamo Minsk         |
| Dinamo Mosca             | 7 – 0       | Dinamo Erevan        |
| Spartak Mosca            | 7 – 0       | Burevestnik Kishinev |
| Kryl'ja Sovetov Kujbyšev | 2 – 0       | DO Tashkent          |

## Quarti di finale
Le gare furono disputate tra il 23 e il 28 ottobre 1950.
| Squadra 1     | Risultato   | Squadra 2                |
| ------------- | ----------- | ------------------------ |
| VVS Mosca     | 0 – 1       | Kryl'ja Sovetov Kujbyšev |
| CDKA Mosca    | 2 – 0       | Kalev Tallinn            |
| Dinamo Mosca  | 3 – 2 (dts) | Lokomotiv Mosca          |
| Spartak Mosca | 3 – 1       | Zenit Leningrado         |

## Semifinali
Le gare furono disputate il 30 ottobre e il 1º novembre 1950.
| Squadra 1    | Risultato | Squadra 2                |
| ------------ | --------- | ------------------------ |
| Dinamo Mosca | 7 – 0     | Kryl'ja Sovetov Kujbyšev |
| CDKA Mosca   | 0 – 4     | Spartak Mosca            |

## Finale
| Mosca 6 novembre 1950, ore ?:?                                            | Spartak Mosca | 3 – 0 referto | Dinamo Mosca | Stadio Dinamo (Mosca) |
| \| \| \| \| \| Тimakov 35’ Тerent'ev 40’ Dement'ev 66’ \| Marcatori \| \| |               |               |              |                       |
|                                                                           |               |               |              |                       |
| Тimakov 35’ Тerent'ev 40’ Dement'ev 66’                                   | Marcatori     |               |              |                       |